# Tiến Quân Ca
Tiến Quân Ca (Mars naar het Front) is sinds 1946 het volkslied van Vietnam. Tekst en muziek zijn van Nguyen Van Cao (1923-1995). Sommige muziekfragmenten van dit lied vertonen gelijkenis met de Marseillaise.

## Tekst in hetVietnamees(quoc nguenchu nom)
Đoàn quân Việt Nam đi 

團軍越南𠫾

Chung lòng cứu quốc 

終𢚸救國

Bước chân dồn vang trên đường gập ghềnh xa

𨀈蹎屯㘇𨕭唐岌𡹞賒

Cờ in máu chiến thắng vang hồn nước, 

旗印𧖱戰勝㘇魂渃

Súng ngoài xa chen khúc quân hành ca.

銃外賒𢫔曲軍行歌

Đường vinh quang xây xác quân thù, 

塘榮光𡏦殼軍讎

Thắng gian lao cùng nhau lập chiến khu. 

勝艱勞共饒立戰區

Vì nhân dân chiến đấu không ngừng, 

爲人民戰鬥空凝

Tiến mau ra sa trường, 

進𨖧𦋦沙場

Tiến lên, cùng tiến lên. 

進𨖲共進𨖲

Nước non Việt Nam ta vững bền.

渃𡽫越南些𠊡𥾽

Đoàn quân Việt Nam đi

團軍越南𠫾

Sao vàng phấp phới

𣇟鐄法沛

Dắt giống nòi quê hương qua nơi lầm than

𢩮種内圭鄕過尼林嘆

Cùng chung sức phấn đấu xây đời mới,

共終飭奮鬥𡏦代買

Đứng đều lên gông xích ta đập tan. 

等調𨖲杠赤些撘散

Từ bao lâu ta nuốt căm hờn, 

自包婁些訥咁𢤞

Quyết hy sinh đời ta tươi thắm hơn. 

決犧牲代些鮮審欣

Vì nhân dân chiến đấu không ngừng, 

爲人民戰鬥空凝

Tiến mau ra sa trường, 

進𨖧𦋦沙場

Tiến lên, cùng tiến lên. 

進𨖲共進𨖲

Nước non Việt Nam ta vững bền.

渃𡽫越南些𠊡𥾽

## Nederlandse vertaling
Soldaten van Vietnam, voorwaarts!

Met het ene doel om ons vaderland te redden

Onze snelle stappen klinken

Op de lange moeilijke weg

Onze vlag, rood met het bloed van de overwinning

Draagt de geest van ons land

Het geluid van kanonnen in de verte vermengt zich met ons marslied

Het pad naar glorie gaat over het lichaam van onze vijanden

Overwinnen alle moeilijkheden, samen bouwen we onze tegenstand

Onophoudelijk vechten we voor ons volk

Laat ons snel het slagveld opgaan!

Voorwaarts! Samen gaan we voort!

Ons Vietnam is sterk, oneindig

Soldaten van Vietnam, voorwaarts!

De gouden ster van onze vlag in de wind

Leidt onze mensen, ons geboorteland

uit de ellende en pijn

Laat ons onze krachten samenvoegen in het gevecht

En om een nieuw leven op te bouwen

Laat ons opstaan om onze ketenen te verbreken

Te lang slikken we onze haat in

Laat ons klaar zijn voor alle offers en ons leven zal stralen

Onophoudelijk vechten we voor ons volk

Voorwaarts! Samen gaan we voort!

Ons Vietnam is sterk, oneindig

Onafhankelijke staten: Afghanistan · Armenië · Azerbeidzjan · Bahrein · Bangladesh · Bhutan · Brunei · Cambodja · China · Cyprus · Filipijnen · Georgië · India · Indonesië · Irak · Iran · Israël · Japan · Jemen · Jordanië · Kazachstan · Kirgizië · Koeweit · Laos · Libanon · Maldiven · Maleisië · Mongolië · Myanmar · Nepal · Noord-Korea · Oezbekistan · Oman · Oost-Timor · Pakistan · Qatar · Rusland · Saoedi-Arabië · Singapore · Sri Lanka · Syrië · Tadzjikistan · Thailand · Turkije · Turkmenistan · Verenigde Arabische Emiraten · Vietnam · Zuid-Korea
Niet algemeen erkende landen: Abchazië · Nagorno-Karabach · Palestina · Taiwan · Turkse Republiek Noord-Cyprus · Zuid-Ossetië